# Ocnotelus
Ocnotelus Simon, 1902 è un genere di ragni appartenente alla famiglia Salticidae.

## Distribuzione
Le tre specie oggi note di questo genere sono diffuse in Brasile e in Argentina.

## Tassonomia
A dicembre 2010, si compone di tre specie:
- Ocnotelus imberbis Simon, 1902[2] — Brasile
- Ocnotelus lunatus Mello-Leitão, 1947 — Brasile
- Ocnotelus rubrolunatus Mello-Leitão, 1945 — Argentina

### Specie trasferite
- Ocnotelus argentinus Mello-Leitão, 1941; trasferita al genere Marma Simon, 1902, con la denominazione provvisoria di Marma argentinus. Uno studio dell'aracnologa Galiano del 1981 ha riscontrato la sinonimia di questi esemplari con Marma nigritarsis (Simon, 1900), ridenominandoli[1].